# Aya Shibata
Aya Shibata ist eine frühere japanische Skeletonpilotin.
Aya Shibata war Ende der 1990er Jahre national wie auch international im Skeletonsport aktiv. 1996/97 debütierte sie in der ersten Frauen-Saison des Skeleton-Weltcups und wurde 18. der Gesamtwertung. Ihre besten Resultate erreichte sie in der Saison 1997/98, angefangen mit dem neunten Platz in La Plagne. Im Februar 1998 erreichte sie mit Platz acht in Calgary ihr bestes Weltcup-Resultat. In der Gesamtwertung der Saison erreichte die Japanerin den achten Platz. National gewann sie 1998 den Titel der japanischen Meisterin, im folgenden Jahr wurde Shibata Dritte.